# بوب هاسيغاوا
بوب هاسيغاوا (بالإنجليزية: Bob Hasegawa)‏ هو نقابي وسياسي أمريكي، ولد في 22 سبتمبر 1952 في سياتل في الولايات المتحدة. حزبياً، نشط في Washington State Democratic Party ‏. وقد انتخب عضو مجلس نواب واشنطن.

## وصلات خارجية
- الموقع الرسمي